# 湘南ステーションビル
湘南ステーションビル株式会社（しょうなんステーションビル、英: SHONAN STATION BUILDING Co., Ltd.）は、神奈川県平塚市に本社を置いていた企業。
東日本旅客鉄道（JR東日本）の子会社（連結子会社）。駅ビル「ラスカ」を運営。
2024年4月1日、JR東日本グループ事業の再編に伴い、株式会社横浜ステーシヨンビルを吸収合併し、同時に株式会社JR横浜湘南シティクリエイトに称号変更している。

## 歴史
- 1971年（昭和46年）12月9日 - 平塚ステーションビル株式会社を設立。
- 1973年（昭和48年）6月26日 - ラスカを新規オープン[2]。
- 2003年（平成15年）12月12日 - エキスト湘南平塚を新規オープン。
- 2005年（平成17年）
  - 4月1日 - 平塚ステーションビル株式会社（JR平塚駅でラスカ・エキスト湘南平塚を運営）が、株式会社ルミネ茅ヶ崎（JR茅ケ崎駅で茅ヶ崎ルミネを運営）、株式会社アボンデ（JR熱海駅で熱海アボンデを運営）を吸収合併し、湘南ステーションビル株式会社へ商号変更[3][4]。
  - 6月25日 - 小田原ラスカを新規オープン、それに合わせ、ラスカを平塚ラスカへ改称[5]。
- 2006年（平成18年）3月1日 - 茅ヶ崎ルミネを茅ヶ崎ラスカへ、熱海アボンデを熱海ラスカへ、それぞれ改称[5]。
- 2011年（平成23年）4月1日 - エキスト湘南平塚を平塚ラスカ南館へ改称。
- 2016年（平成28年）11月25日 - ラスカ熱海を新規オープン。
- 2024年（令和6年）4月1日 - JR東日本グループ事業の再編に伴い、株式会社横浜ステーシヨンビルを吸収合併し、同時に株式会社JR横浜湘南シティクリエイトに商号変更[6]。

## 運営施設
ラスカ茅ヶ崎
※旧：茅ヶ崎ルミネ→茅ヶ崎ラスカ
- 所在地：神奈川県茅ヶ崎市元町1番1号（JR茅ケ崎駅隣接）

ラスカ平塚
※旧：ラスカ→平塚ラスカ
- 所在地：神奈川県平塚市宝町1番1号（JR平塚駅隣接）

日本国有鉄道が初めて出資した駅ビル（民衆駅も参照）。
ラスカ平塚南館
※旧：エキスト湘南平塚→平塚ラスカ南館
- 所在地：神奈川県平塚市代官町1番1号[7]（JR平塚駅隣接）

ラスカ小田原
※旧：小田原ラスカ
- 所在地：神奈川県小田原市栄町一丁目1番9号（JR小田原駅隣接）

ラスカ熱海
※旧：熱海駅デパート→熱海アボンデ→熱海ラスカ
- 所在地：静岡県熱海市田原本町11番1号（JR熱海駅隣接）

※建て替え前の所在地は静岡県熱海市田原本町11番2号
熱海駅舎改築事業のため2010年（平成22年）3月31日をもって閉鎖し、建て替え工事を経て、2016年（平成28年）11月25日に2代目となる店舗で営業再開。